# Атлантик Сити (Њу Џерзи)
Атлантик Сити (енгл. Atlantic City) град је у америчкој савезној држави Њу Џерзи. По попису становништва из 2010. у њему је живело 39.558 становника.

## Демографија
Према попису становништва из 2010. у граду је живело 39.558 становника, што је 959 (2,4%) становника мање него 2000. године.
| Група             | 2000.          | 2010.          |
| Белци             | 7.878 (19,4%)  | 6.338 (16,0%)  |
| Афроамериканци    | 17.892 (44,2%) | 15.148 (38,3%) |
| Азијати           | 4.213 (10,4%)  | 6.153 (15,6%)  |
| Хиспаноамериканци | 10.107 (24,9%) | 12.044 (30,4%) |
| Укупно            | 40.517         | 39.558         |